# Guba (distrito)
Guba ou Cuba (em árabe: القبة‎; romaniz.: Al Qubbah) foi um distrito (baladia) da Líbia, situado a noroeste do país. Foi criado em 1983, na reforma daquele ano, com capital em Guba. Segundo censo de 2001, havia 58 810 residentes. Em 2002, foi abolido e seu território se fundiu ao de Derna.